# Ligue 2 2024-2025
La stagione della Ligue 2 2024-2025, nota anche come Ligue 2 BKT per motivi di sponsorizzazione, è un torneo di calcio della federazione francese, l'86ª stagione della Ligue 2.

## Stagione

### Novità
| da Championnat National | da Ligue 1                 | in Ligue 1                   | in Championnat National                         |
| ----------------------- | -------------------------- | ---------------------------- | ----------------------------------------------- |
| Red Star Martigues      | Clermont Foot Lorient Metz | Auxerre Angers Saint-Étienne | Quevilly-Rouen Concarneau Valenciennes Bordeaux |

Nella stagione precedente sono state promosse in Ligue 1 Auxerre e Angers rispettivamente arrivate 1ª e 2ª , tramite i play-off è stato promosso anche il Saint-Étienne.
Dalla Ligue 1 sono retrocesse Clermont Foot, Lorient e dopo il play-off anche il Metz  rispettivamente arrivate 18ª, 17ª e 16ª.
Dallo Championnat National sono state promosse Red Star e Martigues, che sono rispettivamente arrivate 1ª e 2ª.
Il Troyes, 17ª nella Ligue 2 2023-2024 ha scampato la retrocessione in Championnat National, dal momento che il Bordeaux è stato escluso dalla stagione in corso per irregolarità amministrative.

### Formula
Le diciotto squadre partecipanti si incontrano in un turno di andata e ritorno, per un totale di 34 partite.

## Squadre partecipanti
| Squadra       | Città            | Stadio                   |
| ------------- | ---------------- | ------------------------ |
| Ajaccio       | Ajaccio          | Stadio François Coty     |
| Amiens        | Amiens           | Stade de la Licorne      |
| Annecy        | Annecy           | Parc des Sports          |
| Bastia        | Bastia           | Stadio Armand Cesari     |
| Caen          | Caen             | Stadio Michel d'Ornano   |
| Clermont Foot | Clermont-Ferrand | Stadio Gabriel Montpied  |
| Dunkerque     | Dunkerque        | Stadio Marcel Tribut     |
| Grenoble      | Grenoble         | Stade des Alpes          |
| Guingamp      | Guingamp         | Stade de Roudourou       |
| Laval         | Laval            | Stadio Francis Le Basser |
| Lorient       | Lorient          | Stadio Yves Allainmat    |
| Martigues     | Martigues        | Stadio Francis Turcan    |
| Metz          | Metz             | Stadio Saint Symphorien  |
| Paris FC      | Parigi           | Stadio Charléty          |
| Pau           | Pau              | Nouste Camp              |
| Red Star      | Saint-Ouen       | Stadio Bauer             |
| Rodez         | Rodez            | Stade Paul Lignon        |
| Troyes        | Troyes           | Stade de l'Aube          |

## Allenatori e primatisti
| Squadra   | Allenatore                                                                    | Calciatore più presente | Cannoniere                        |
| --------- | ----------------------------------------------------------------------------- | ----------------------- | --------------------------------- |
| Ajaccio   | Mathieu Chabert (1ª-17ª) Thierry Debès (18ª-)                                 |                         | Moussa Soumano Abou Kanté (4)     |
| Amiens    | Omar Daf                                                                      |                         | Louis Mafouta Antoine Léautey (7) |
| Annecy    | Laurent Guyot                                                                 |                         | Yohan Demoncy (6)                 |
| Bastia    | Benoit Tavenot                                                                |                         | Lamine Cissé (6)                  |
| Caen      | Nicolas Seube (1ª-23ª) Michel Der Zakarian (24ª-)                             |                         | Alexandre Mendy (8)               |
| Clermont  | Sébastien Bichard (1ª-10ª) Laurent Batlles (11ª-ª)                            |                         | Mons Bassouamina (4)              |
| Dunkerque | Luís Castro                                                                   |                         | Naatan Skyttä (7)                 |
| Grenoble  | Laurent Peyrelade (1ª-16ª) Frédéric Guéguen (17ª-18ª) Franck Rizzetto (19ª-ª) |                         | Pape Meïssa Ba (10)               |
| Guingamp  | Sylvain Ripoll                                                                |                         | Jacques Siwe (10)                 |
| Laval     | Olivier Frapolli                                                              |                         | Malik Tchokounté (7)              |
| Lorient   | Olivier Pantaloni                                                             |                         | Eli Junior Kroupi (12)            |
| Martigues | Thierry Laurey (1ª-16ª) Ibrahim Rachidi (17ª-19ª) Hakim Malek (20ª-ª)         |                         | Oucasse Mendy (3)                 |
| Metz      | Stéphane Le Mignan                                                            |                         | Cheikh Sabaly (10)                |
| Paris FC  | Stéphane Gilli                                                                |                         | Jean-Philippe Krasso (13)         |
| Pau       | Nicolas Usaï                                                                  |                         | Pathé Mboup (7)                   |
| Red Star  | Grégory Poirier                                                               |                         | Hacène Benali Aliou Badji (6)     |
| Rodez     | Didier Santini                                                                |                         | Timothé Nkada (13)                |
| Troyes    | Stéphane Dumont                                                               |                         | Rafiki Saïd (8)                   |

## Classifica
Aggiornato al 10 maggio 2025
|       | Pos. | Squadra       | Pt | G  | V  | N  | P  | GF | GS | DR  |
| ----- | ---- | ------------- | -- | -- | -- | -- | -- | -- | -- | --- |
|       | 1.   | Lorient       | 71 | 34 | 22 | 5  | 7  | 68 | 31 | +37 |
|       | 2.   | Paris FC      | 69 | 34 | 21 | 6  | 7  | 55 | 33 | +22 |
|       | 3.   | Metz          | 65 | 34 | 18 | 11 | 5  | 64 | 34 | +30 |
|       | 4.   | Dunkerque     | 56 | 34 | 17 | 5  | 12 | 47 | 40 | +7  |
|       | 5.   | Guingamp      | 55 | 34 | 17 | 4  | 13 | 57 | 45 | +12 |
|       | 6.   | Annecy        | 51 | 34 | 14 | 9  | 11 | 42 | 43 | -1  |
|       | 7.   | Laval         | 50 | 34 | 14 | 8  | 12 | 44 | 38 | +6  |
|       | 8.   | Bastia        | 48 | 34 | 11 | 15 | 8  | 43 | 37 | +6  |
|       | 9.   | Grenoble      | 46 | 34 | 13 | 7  | 14 | 43 | 44 | -1  |
|       | 10.  | Troyes        | 44 | 34 | 13 | 5  | 16 | 36 | 34 | +2  |
|       | 11.  | Amiens        | 43 | 34 | 13 | 4  | 17 | 38 | 50 | -12 |
| [ 2 ] | 12.  | Ajaccio       | 42 | 34 | 12 | 6  | 16 | 30 | 42 | -12 |
|       | 13.  | Pau           | 42 | 34 | 10 | 12 | 12 | 39 | 53 | -14 |
|       | 14.  | Rodez         | 39 | 34 | 9  | 12 | 13 | 56 | 54 | +2  |
|       | 15.  | Red Star      | 38 | 34 | 9  | 11 | 14 | 37 | 51 | -14 |
|       | 16.  | Clermont Foot | 33 | 34 | 7  | 12 | 15 | 30 | 46 | -16 |
|       | 17.  | Martigues     | 32 | 34 | 9  | 5  | 20 | 29 | 56 | -27 |
|       | 18.  | Caen          | 22 | 34 | 5  | 7  | 22 | 31 | 58 | -27 |

Legenda:

      Promosse in Ligue 1 2025-2026
  Partecipano ai play-off
      Retrocesse in Championnat National 2025-2026
Tre punti a vittoria, uno a pareggio, zero a sconfitta.
In caso di arrivo di due o più squadre a pari punti, la graduatoria verrà stilata secondo la classifica avulsa tra le squadre interessate che prevede, in ordine, i seguenti criteri:
* Migliore differenza reti generale
* Maggior numero di reti realizzate in generale
* Migliore differenza reti negli scontri diretti
* Miglior piazzamento nel Classement du fair-play (un punto per calciatore ammonito; tre punti per calciatore espulso).

## Spareggi

### Play-off
Le squadre classificatesi dal 3º al 5º posto in campionato partecipano alle gare di qualificazione per lo spareggio promozione-retrocessione contro la 16ª classificata in Ligue 1.
Per tali partite, in caso di parità, non vi saranno tempi supplementari, per cui si andrebbe direttamente ai calci di rigore.
Allo spareggio, in programma il 21 maggio (andata) e il 29 maggio (ritorno), sono ammesse la sedicesima classificata in Ligue 1 e la vincitrice degli spareggi promozione in Ligue 2. In questo caso al termine del confronto delle gare andata e ritorno, in caso di parità vi saranno tempi supplementari ed eventualmente i calci di rigore.

### Semifinale
| Squadra 1 | Risultato | Squadra 2 |
| --------- | --------- | --------- |
| Dunkerque | 1 - 0     | Guingamp  |

### Finale
| Squadra 1 | Risultato | Squadra 2 |
| --------- | --------- | --------- |
| Metz      | 1 - 0     | Dunkerque |

### Spareggio finale
|             | Risultati   |             | Luogo e data          |
| ----------- | ----------- | ----------- | --------------------- |
| Metz        | 1 - 1       | Stade Reims | Metz, 21 maggio 2025  |
| Stade Reims | 1 - 3 (dts) | Metz        | Reims, 29 maggio 2025 |
|             |             |             |                       |

### Play-out
La terzultima classificata affronta, in doppia sfida, la terza dello Championnat National.
|               | Risultati |               | Luogo e data                     |
| ------------- | --------- | ------------- | -------------------------------- |
| Boulogne      | 1 - 3     | Clermont Foot | Boulogne-sur-Mer, 20 maggio 2025 |
| Clermont Foot | 1 - 2     | Boulogne      | Clermont, 25 maggio 2025         |
|               |           |               |                                  |

## Statistiche

### Squadre

#### Capoliste solitarie
|    | —— | ——       | —— | ——     | —— | ——       | ——       | ——       | ——       | ——       | ——       | ——       | ——  | ——       | ——      | ——      | ——      | ——      | ——      | ——      | ——      | ——      | ——      | ——      | ——      | ——      | ——      | ——      | ——      | ——      | ——      | ——      | ——      | —— |  |
|    |    | Paris FC |    | Bastia |    | Paris FC | Paris FC | Paris FC | Paris FC | Paris FC | Paris FC | Paris FC |     | Paris FC | Lorient | Lorient | Lorient | Lorient | Lorient | Lorient | Lorient | Lorient | Lorient | Lorient | Lorient | Lorient | Lorient | Lorient | Lorient | Lorient | Lorient | Lorient | Lorient |    |  |
|    |    |          |    |        |    |          |          |          |          |          |          |          |     |          |         |         |         |         |         |         |         |         |         |         |         |         |         |         |         |         |         |         |         |    |  |
|    |    |          |    |        |    |          |          |          |          |          |          |          |     |          |         |         |         |         |         |         |         |         |         |         |         |         |         |         |         |         |         |         |         |    |  |
| 1ª | 2ª | 3ª       | 4ª | 5ª     | 6ª | 7ª       | 8ª       | 9ª       | 10ª      | 11ª      | 12ª      | 13ª      | 14ª | 15ª      | 16ª     | 17ª     | 18ª     | 19ª     | 20ª     | 21ª     | 22ª     | 23ª     | 24ª     | 25ª     | 26ª     | 27ª     | 28ª     | 29ª     | 30ª     | 31ª     | 32ª     | 33ª     | 34ª     |    |  |

### Individuali

#### Classifica marcatori
Aggiornata al 14 maggio 2025
| Gol |  |  | Giocatore             | Squadra  |
| --- |  |  | --------------------- | -------- |
| 22  |  |  | Eli Junior Kroupi     | Lorient  |
| 17  |  |  | Jean-Philippe Krasso  | Paris FC |
| 17  |  |  | Timothé Nkada         | Rodez    |
| 15  |  |  | Cheikh Tidiane Sabaly | Metz     |
| 14  |  |  | Sambou Soumano        | Lorient  |
| 12  |  |  | Gauthier Hein         | Metz     |
| 11  |  |  | Jacques Siwe          | Guingamp |
| 11  |  |  | Malik Sellouki        | Laval    |
| 10  |  |  | Tawfik Bentayeb       | Rodez    |
| 10  |  |  | Pape Meïssa Ba        | Grenoble |
| 10  |  |  | Antoine Léautey       | Amiens   |